# کریستوفر یکم، پادشاه دانمارک
کریستوفر یکم (دانمارکی: Christoffer I؛ ۱۲۱۹ – 29 may ۱۲۵۹ (۳۹−۴۰ سال)) یک پادشاه دانمارک بود.